# Perfect 10対Amazon.com事件
Perfect 10対Amazon.com事件 (パーフェクトテンたいアマゾンドットコムじけん、正式名: Perfect 10, Inc. v. Amazon.com, Inc. and A9.com Inc. and Google Inc.) とは、米国著作権法に基づく著作権侵害およびフェアユース (公正利用) を巡り、成人向け雑誌Perfect 10がAmazon.comとその子会社A9.com、およびGoogleとの間で争った2006年から2007年にかけての一連の裁判である。画像検索エンジンの一部としてのハイパーリンクとGoogleのフレーミングが高い変形的利用であるため、Perfect10の画像のフェアユースを構成するとして、二審の第9巡回区控訴裁判所は一審の地方裁判所の決定の大半を覆す判決を下した。

## 背景
Perfect 10は女性のセクシー画像を特色とする成人娯楽雑誌だった。また同社はそのような画像を特集した会員限定のウェブサイトを運営し、他の事業に画像の一部を貸与していた。複数の独立した第三者のウェブサイト出版者は自身のウェブサイトにPerfect 10の会員限定領域から得た画像を設置したが、その行為はPerfect 10のサービス規約と著作権を侵害していた。Googleは内部サーバー上にあるサイトをクロール、インデックス作成、キャッシュして素早くアクセスできるようにしているが、クロールされたサイトには侵害画像を含んだ第三者のサイトの多くを含んでいた。画像検索の一部として、Googleは検索された画像のサムネイルのコピーを提供しているためユーザーはウェブサイトにアクセスする前に画像を閲覧することができた。さらにユーザーがGoogle検索からの画像を選択したとき、元のウェブサイトだけでなく画像及び画像のサムネイル版の情報を含むフレームを含む新ページにアクセスされる。Googleはサムネイルのみで完全な画像を保存または送信していない。
Perfect 10はこのリンクが間接的侵害の例であり、キャッシュとサムネイルは直接侵害を構成すると信じた。このことで2001年の5月にPerfect 10はGoogleに総合検索においての著作権侵害者の特定のリンクを知らせ、削除を要求した。2004年5月に、新たな画像検索(2003年に最初に提供)についての同様の通知をGoogleに送った。Googleは、違反行為を発見し、実際に侵害であると判断した告知に従いGoogle検索から削除すると述べた。しかしながら要求の不備により、多くの場合削除できなかったと言及した。Perfect 10は4年近くGoogleに著作権侵害通知を送っていたが、最終的に同様の活動でGoogleとAmazon.comに対して訴訟を提起した。Perfect 10は両社に自社の画像を表示するウェブサイトへのリンクとGoogleにはサムネイル画像の表示を差し止め命令を求めた。

## 地方裁判所の見解
2004年の11月19日、Perfect 10は直接侵害や寄与侵害、代位侵害を含む様々な著作権及び商標権を侵害していると強く主張し、Googleに対して訴訟を提起した。和解協議が数カ月続いた後、Perfect 10はGoogleにリンクと画像の供給をやめるように求める予備的差し止め命令を求めた。地方裁判所はPerfect 10に有利な部分的な差し止め命令を出した。具体的には侵害サイトへのハイパーリンクは侵害の可能性が見られないが、サムネイル画像は侵害の可能性が高いと判断した。Googleは自社に対しての差し止め命令に抗告し、Perfect 10はハイパーリンクについての決定に抗告した。
2006年2月、A・ハワード・マッツ地方判事は「Perfect 10は画像のサムネイルのコピーを制作・表示したことによるGoogleの直接侵害を証明するのに成功する可能性が高いが、間接的侵害をしていると証明できる可能性は低い」と判示し、その結果、Perfect 10とGoogleが共同で、Perfect 10の作品のサムネイルのGoogle配信を停止するための仮差止命令の文言を提案した。
地裁の決定に続き、両社は第9巡回区控訴裁判所へ上訴したが控訴裁判所は判決を逆転させた。

### 直接侵害
Perfect 10は直接侵害として2つの主張をした。第1にはGoogleの侵害ウェブサイトのフレーミングが直接侵害を構成するものであり、GoogleによるPerfect 10のコンテンツを侵害するウェブサイトのフレーミングは禁じられるよう求めた。第2にGoogleの画像のサムネイルの作成と配信は直接侵害であり、Googleによるサムネイルの作成と配信を禁じるよう求めた。

#### フレーミング
フレーミング問題についての8ページに及ぶ議論の後、地方裁判所はGoogleがコンテンツ自体をホストし物理的に送信した場合にのみGoogleが他社のコンテンツのフレーミングを行うことで配信権と表示権を侵害するとした。裁判所はコンテンツが視覚的にサイトに組み込まれているかどうかに関連する質疑が必要であるとのPerfect 10の主張を却下した。Googleはコンテンツ自体をホストしたり送信したりするのではなく、管理下にないサーバーから侵害しているページを取得するようユーザーのコンピューターに指示しているだけであるので、裁判所はPerfect 10はこの点において成功する見込みは低いとし、差し止め命令の要求を拒否した。

#### サムネイル
Googleは自社が原告の画像の保護された二次的著作物を表示・配信したことについては争わなかった。しかし著作物をサムネイルのような形で利用するのは著作権法におけるフェアユースの法理の下で保護されていると主張した。米国法では以下に挙げる法律上のフェアユース利用の4つの要素がある：使用の目的と性格、著作物の性質、利用された部分の量および重要性、著作物の潜在的利用又は価値に対する利用の及ぼす影響。
地方裁判所は使用の目的と性格は商業的なものであり、部分的に変形利用(オリジナルより根本的に異なる目的を達成することを意図している)しているとした。裁判所はGoogleの利用は、ケリー対アリーバ・ソフトコーポレーション裁判(先例となっている) よりも高度に商業的であるとし、数多くの侵害サイトが使用していたGoogleのアドセンスプログラムを主要因とした。ケリーの事件と区別し、裁判所は2005年にPerfect 10がGoogleのサムネイルに対抗するために携帯電話での利用に自社の画像の縮小版を配信する権利を「Fonestarz Media Limited」に貸与したことにも言及した。それ故に、裁判所はこの要素はPerfect 10に僅かに有利に働くと判示した。
第2のフェアユース要素において、裁判所は著作物の性質を考慮した。創造的な作品は既存の作品よりもフェアユースに対してより保護されなければならず、未公開の作品は公開された作品よりも保護されなければならなかった。裁判所はGoogleの画像は非創造的だとする主張を却下したが、問題となっている創作物は全て公開されているのでこの要素もまたPerfect 10に僅かだけ有利に働くと判断した。
第3のフェアユース要素は利用された部分の量および重要性であるが、裁判所はケリー事件を引用し「仮に第2のユーザーが私的利用に必要な量だけコピーするのならばこの要素は重視しない」と述べた。裁判所はユーザーが画像をコピーしてもGoogleは特定することはできなかったとしてこの要素はどちらにも有利に働かないと判示した。
第4のフェアユース要素は著作物の潜在的利用又は価値に対する利用の及ぼす影響であり、もしその行為が広まれば特定のユーザー単独の影響だけにはとどまらない。著作物の変形利用は単にオリジナルにとってかわるものよりも悪影響を受ける可能性は低いとしたが、上記のように原告はGoogleの画像の質に匹敵する携帯電話向けの画像のマーケティングを始めていた。結果的に裁判所はGoogleの侵害で（携帯電話の)ユーザーがFonestarzにライセンスしたPerfect 10のコンテンツをあまり購入しなくなる可能性があるとし、この要素はGoogleに不利に働くとした。

フェアユース問題において、裁判所は以下の様に結論付けた
第1、第2及び第4のフェアユース利用要素はPerfect 10に有利に働いた。第3の要素はどちらにも有利に働かない。したがって、裁判所はPerfect 10のフルサイズ画像のサムネイルをGoogleが作成し、Google画像検索結果に表示することはフェアユースの例外に該当しないと判断した。裁判所はGoogleが供給するような検索エンジンの数多の公共的な利便性にも関わらずこの結論に達した。裁判所はインターネット技術の進歩を妨げるかもしれない判決を出すのは消極的であり、またそのような技術が公共に与える計り知れない価値を裁判所が考慮するのは適切であるが既存の判例はフェアユースの4要素の妥当な分析を凌ぐ考慮を認めていない。—Perfect 10 v. Google, Inc., 416 F. Supp. 2d 828 (C.D. Cal. 2006).
よって、裁判所はPerfect 10にGoogleのサムネイル利用に対して差し止め救済の権利があると判示した。

### 間接的侵害
Perfect 10は、間接侵害の2つの異なる形態を主張している：第1に、Googleがユーザに侵害サイトを訪問するよう促すことによって寄与侵害を犯したことである。 第2に、侵害から利益を得たことで代理侵害を犯したことである。 MGM対グロッグスター事件では「意図的に直接侵害を誘発または奨励することで寄与的に侵害し、直接侵害で利益を得ていながら侵害を停止または制限する権限の行使を拒否することによって代理的に侵害する...」と要約されている。
ベータマックス事件によれば、間接責任は「供給者が実際は侵害に使用されていると知っているが実質的に合法的に使用できる製品の供給や設計だけで侵害を引き起こすという想定に基づく」(MGM対グロッグスター事件によって言い換えられる）場合問われないとされている。裁判所は、「侵害サイトはGoogle画像検索機能が開発されるより前から存在しており、画像検索機能が停止されたあとも存続すると思われる」ため、Googleはいかなる場合でも侵害を促進しなかったと判断した。 したがって、裁判所は、Perfect 10が寄与侵害訴訟で成功する可能性を示しておらず、結果的に差止命令による救済を否定した。
代理侵害に関して、裁判所は、GoogleがPerfect 10の著作権の侵害で（アドワーズ広告とアドセンスの利益の形で）直接的な金融利得を得たが、侵害を知ったとしてもその侵害を止める権限はなかったとした。 したがって、裁判所は、Perfect 10が代位侵害請求に成功する可能性は低いと判断し、差止命令による救済を否定した。

## 第9巡回区控訴裁判所の見解
控訴では、第9巡回区控訴裁判所はハイパーリンクがPerfect 10の著作権を侵害していないという地裁の判決を支持した。控訴裁判所は、侵害しているウェブサイトがGoogleの前から存在し、同社なしでも引き続き存在するとの地裁の判断に同意し、Googleは寄与侵害者ではないとした。さらに、Googleは侵害サイトを管理することができず、サイトを閉鎖することもできなかったため、Googleがこれらのサイトにアクセスしたユーザーから得られる利益は、代理侵害とはみなされなかった。
裁判所はまた、直接リンクを含めることは、自分で資料をホストすることと同じではないことに同意した。 そのため、フレーミングの場合、Googleが侵害している資料をホストしている「ように見える」かもしれないが、ブラウザが解釈し特定の方法で表示されるであろう資料へのリンクをホストしているだけであった。
しかし、第9巡回区控訴裁判所は、Googleのサムネイルが侵害しているという地裁の決定を覆した。 裁判所によって支持されたGoogleの議論は、フェアユースの防衛だった。 控訴裁判所は、Googleのサムネイルの使用はフェアユースであると主張した。これは主に「非常に変形的」であったためである。 裁判所はサムネイルのサイズを定義していないが、裁判所が引用した例はオリジナルのわずか3％であった。 他の主要なサイトのほとんどは、最大でも150ピクセル以下のサイズを使用している。 具体的には、裁判所はGoogleが画像をエンターテイメントと芸術的表現としての使用から、検索情報の一つとして変形させたとし、同様の事件であるケリー対アリーバ事件を引用し判断した。 裁判所は、Perfect 10が携帯電話のサムネイル画像を販売しようとしていたという事実にもかかわらず、「Perfect 10の市場への潜在的な害は仮説のままである」としこの結論に達した。
裁判所は、Googleが「インターネット上の(写真的な)情報へのアクセスを改善する」という非常に有益な機能を一般に公開したと指摘した。これは、「検索エンジン技術は、誰かの販売に影響を及ぼす可能性があるという理由だけで脅かされるべきではない、驚くほど貴重な公共利益をもたらす」と認識しているとした 。
Googleはまた、Perfect 10が争ったハイパーリンクの問題に関して、デジタルミレニアム著作権法（DMCA）のセーフハーバー防衛策を提起した。 しかし裁判所は、Perfect 10が他の議論のために、寄与および代位侵害に関する問題に成功する可能性は低いと判断したため、その問題について意見を述べなかった。